# USS Fletcher (DD-445)
Pour les autres navires du même nom, voir USS Fletcher.
L'USS Fletcher (DD/DDE-445), nommé d'après l'amiral Frank Friday Fletcher, était le premier destroyer de la classe Fletcher et a servi dans le Pacifique pendant la Seconde Guerre mondiale. Il a reçu quinze étoiles de combat (battle stars) pour son service pendant la Seconde Guerre mondiale et cinq pour son service pendant la guerre de Corée.

## Construction
Le Fletcher a été construit par la Federal Shipbuilding and Dry Dock Company à Kearny dans le New Jersey, le 2 octobre 1941. Il a été lancé le 3 mai 1942, parrainé par Mme F. F. Fletcher, veuve de l'Amiral Fletcher, et mis en service le 30 juin 1942.

## Historique

### Seconde Guerre mondiale

#### 1942
Le Fletcher est arrivé à Nouméa, en Nouvelle-Calédonie, le 5 octobre 1942 en provenance de la côte est, et a immédiatement commencé à effectuer des escortes et des patrouilles dans le cadre des opérations de Guadalcanal, bombardant Lunga Point le 30 octobre. Après avoir quitté Espiritu Santo le 9 novembre pour couvrir le débarquement de renforts sur l'île, il a participé à une attaque aérienne ennemie sur les transports le 12 novembre, avec plusieurs avions ennemis abattus. C'était la première phase de la bataille navale de Guadalcanal, une action aérienne et de surface de trois jours. Le Fletcher a joué un rôle important dans l'action de surface au large de Guadalcanal le 13 novembre, en tirant des canons et des torpilles dans la mêlée générale qui a coulé deux destroyers japonais et endommagé le cuirassé 'rapide Hiei, coulé plus tard par les avions d'un porte-avions et de l'US Marine Corps.
Le Fletcher se retira pour se réapprovisionner à Espiritu Santo, où il arriva le lendemain de la bataille, et après avoir patrouillé contre les sous-marins au large de Nouméa, il sortit le 30 novembre 1942, avec une force de croiseurs et de destroyers, pour intercepter une force de transports et de destroyers ennemis censés tenter un renforcement de Guadalcanal cette nuit-là. Le Fletcher dirigea la force à travers le canal de Lengo et établit le premier contact radar avec l'ennemi au large de Tassafaronga Point juste avant minuit. La bataille de Tassafaronga qui s'ensuivit vit un destroyer japonais coulé, un autre légèrement endommagé, et quatre croiseurs américains gravement endommagés, bien que tous sauf un aient été sauvés par un contrôle rapide des dommages. Le Fletcher a sauvé les survivants du croiseur Northampton, en utilisant des filets de cargaison flottant en liège pour sortir de l'eau de grands groupes d'entre eux.

#### 1943

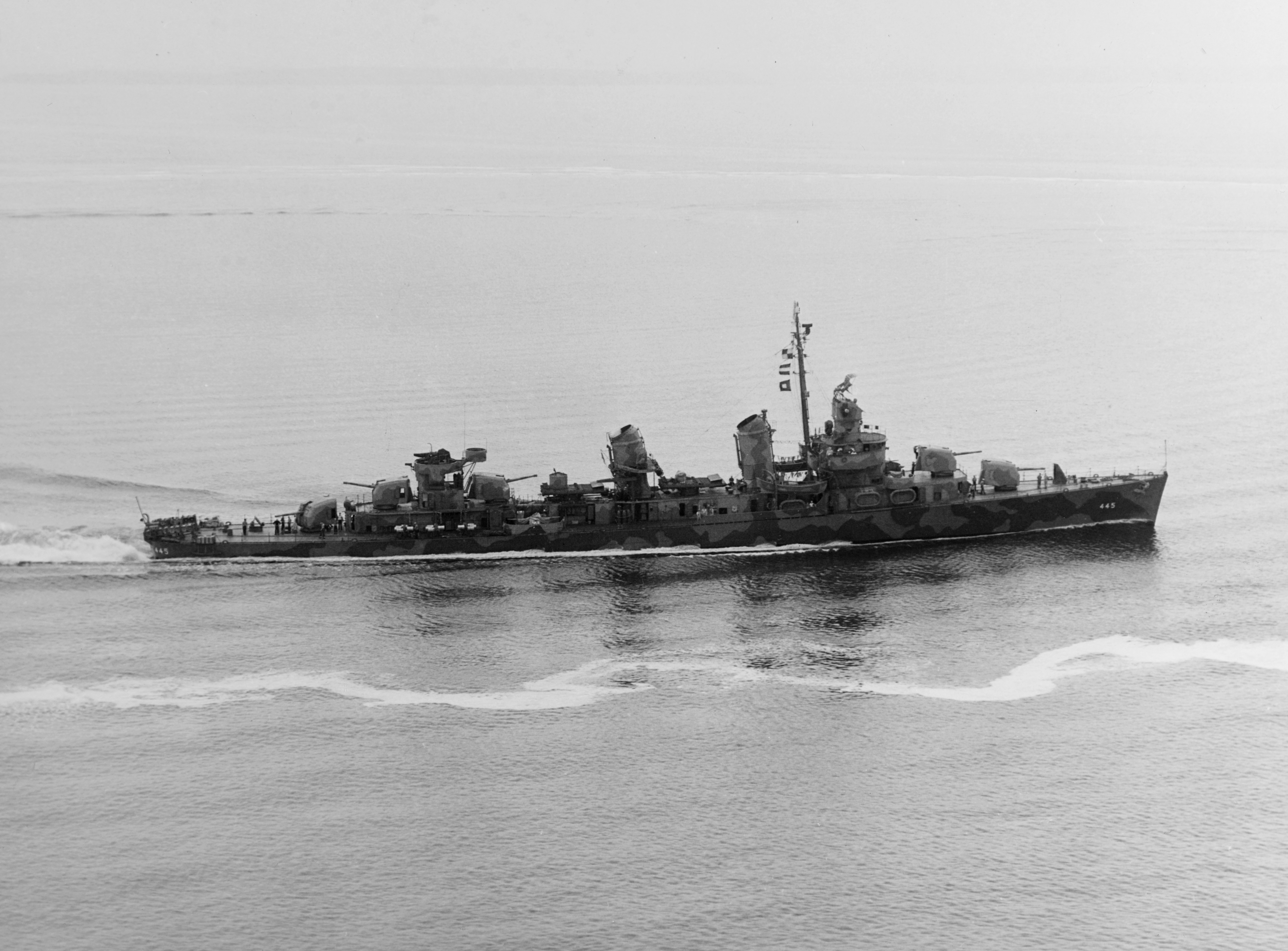
USS Fletcher

Le destroyer a continué à opérer dans les îles Salomon, patrouillant, bombardant des cibles côtières, repoussant les attaques aériennes japonaises, sauvant des aviateurs abattus, coulant des barges de débarquement japonaises et couvrant les nouveaux débarquements sur la côte nord de Guadalcanal. Lors d'une patrouille le 11 février 1943, le Fletcher a été alerté par un flotteur fumigène largué par un avion du croiseur Helena, et a accéléré pour attaquer et couler le I-18. Il soutient le débarquement sur les îles Russell le 21 février, bombarde l'aérodrome de Munda sur la Nouvelle-Géorgie dans la nuit du 5 au 6 mars, puis continue à surveiller le mouvement des transports dans les Solomons.
Du 23 avril au 4 mai 1943, le Fletcher est à Sydney, en Australie, pour une remise en état avant un autre mois de service général dans les îles Salomon. Il quitta Espiritu Santo le 19 juin pour une révision aux États-Unis et revint à Nouméa le 27 septembre pour reprendre ses anciennes activités jusqu'au 31 octobre. Il est ensuite sorti avec une force opérationnelle (task force) de porte-avions pour fournir un soutien aérien à l'invasion des îles Gilbert, repoussant une contre-attaque aérienne japonaise le 26 novembre. De nouveau, le Fletcher a tiré sur des avions japonais le 4 décembre, lorsque la force opérationnelle a subi une attaque aérienne après avoir effectué une frappe sur l'île de Kwajalein.

#### 1944

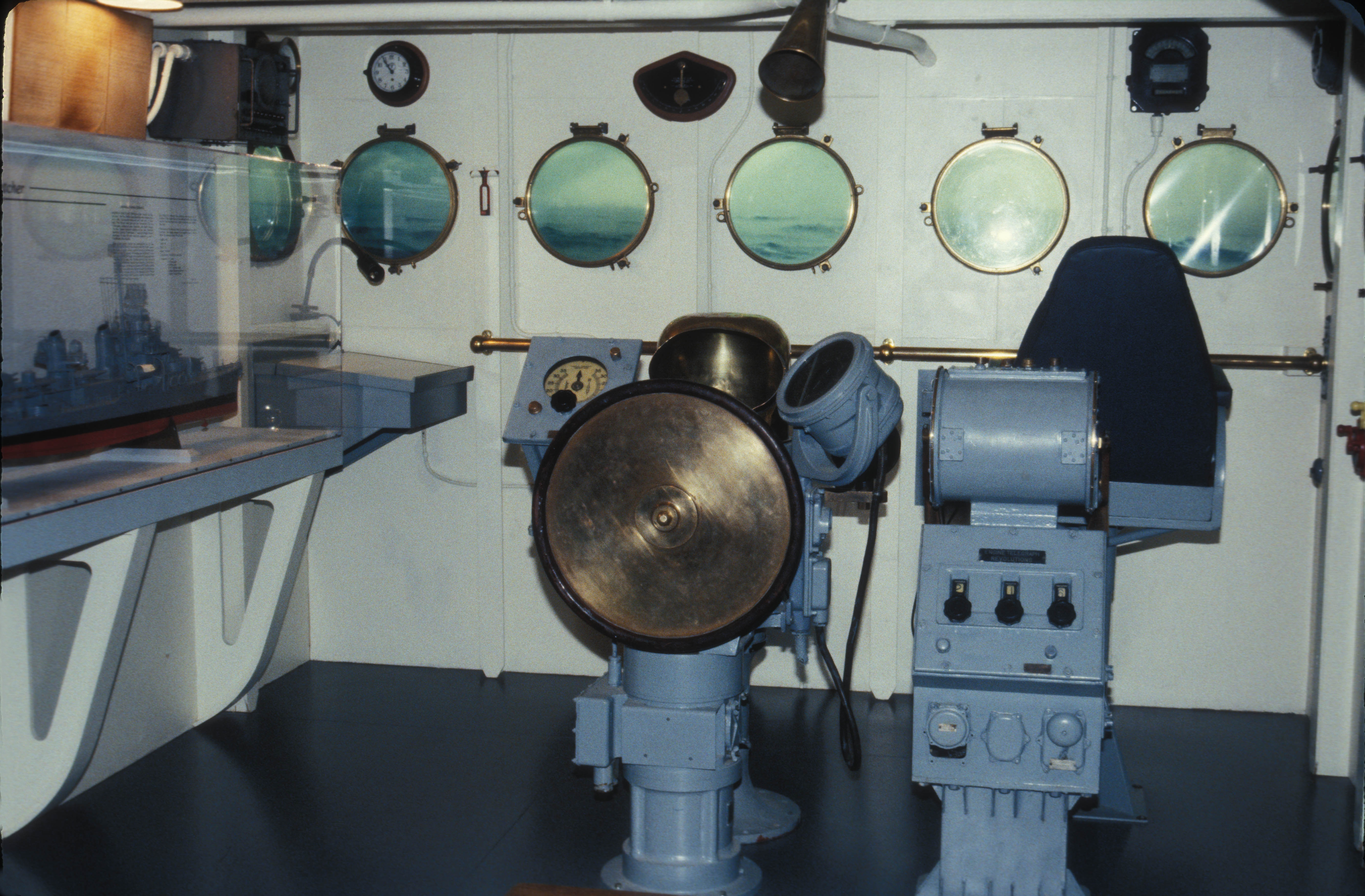
Le pont du Fletcher au Musée de la marine américaine

Le Fletcher est revenu à Pearl Harbor le 9 décembre 1943, et après une brève révision et un entraînement sur la côte ouest, il était prêt pour l'attaque des îles Marshall. Il a protégé une force de transport de troupes de San Diego à Lahaina Roads du 13 au 21 janvier 1944, puis a rejoint un groupe de bombardement pour tirer sur l'atoll de Wotje le 30 janvier. Le lendemain, il a rejoint la principale force d'attaque pour le débarquement sur Kwajalein, protégeant les transports et patrouillant au large de l'atoll jusqu'au 4 février. Après avoir escorté des transports vides jusqu'à Funafuti, le Fletcher s'est présenté à Majuro le 15 février pour protéger les cuirassés lors des bombardements de Taroa et de Wotje les 20 et 21 février, puis a patrouillé au large d'Eniwetok.
Après avoir participé à des exercices d'entraînement au large de Port Purvis, sur les îles Florida, dans les îles Salomon, le Fletcher est arrivé au Cap Sudest, en Nouvelle-Guinée, le 18 avril 1944. C'est là qu'il a été basé pendant le mois suivant pour soutenir les débarquements de la baie de Humboldt (bataille de Hollandia (Opération Reckless)) et pour couvrir les débarquements de renforts le 30 avril. Après avoir escorté un convoi vers Nouméa, à partir duquel il a patrouillé contre les sous-marins à la fin mai, le Fletcher est arrivé à la baie d'Humboldt le 5 juin. Il a effectué une patrouille contre toute tentative des Japonais de renforcer leur garnison de Biak, puis a couvert et assuré le bombardement du littoral pour les invasions de Noemfoor, Sansapor et Morotai, et a patrouillé et escorté des renforts pour ces diverses opérations pendant tout l'été.
Le Fletcher a atteint Manus le 9 octobre 1944 depuis la baie de Humboldt pour préparer l'invasion de Leyte, pour laquelle il est sorti le 12 octobre en protégeant les transports. Il les a couverts pendant qu'ils envoyaient leurs bateaux à terre lors des premiers débarquements le 20 octobre, et le lendemain, il est parti pour la Nouvelle-Guinée, libérant ainsi le golfe de Leyte avant que la grande bataille pour son contrôle n'éclate. Il est retourné à Leyte avec des transports transportant des renforts le 23 novembre, et pendant le mois suivant, il a continué à soutenir la première phase de la libération des Philippines, en escortant des convois, en effectuant des bombardements avant le débarquement à Ormoc Bay et Mindoro, et en tirant sur les avions japonais lors de plusieurs attaques.

#### 1945
Le 4 janvier 1945, le Fletcher sortit de la baie de San Pedro pour fournir une couverture rapprochée à la force d'attaque de Luzon alors qu'elle naviguait vers son objectif. Il a touché au moins un des nombreux avions japonais qui ont attaqué le 8 janvier, et pendant les débarquements dans le golfe de Lingayen le jour suivant, il a patrouillé le golfe. Après avoir soutenu les débarquements sur la plage de San Antonio, à Luzon, le 29 janvier, il est entré dans la baie de Subic pour couvrir le dragage des mines, puis le 31 janvier, il a fourni un appui-feu aux débarquements dans la baie de Nasugbu. Le 13 février, le Fletcher a commencé quatre jours d'opérations dans le cadre de l'occupation de Bataan et de Corregidor, en effectuant un bombardement préliminaire, en fournissant un appui-feu sur appel et en couvrant les dragueurs de mines qui ouvrent la baie de Manille. Le 14 février, alors qu'il tirait sur des batteries japonaises à Los Cochinos Point, le Fletcher a essuyé un tir qui a tué huit personnes et blessé trois membres de son équipage. Il a continué à tirer tout en contrôlant les dommages, et une demi-heure plus tard, il a ajouté des opérations de sauvetage à ses activités en prenant les survivants du YMS-48, également touché par les tirs japonais. Le Water Tender Second Class Elmer C. Bigelow a reçu à titre posthume la Medal of Honor pour sa " bravoure et son intrépidité remarquables " alors qu'il combattait le feu à bord du destroyer. Les tirs du Fletcher dans la baie de Manille se sont poursuivis jusqu'au 17.
Le Fletcher a pris part aux débarquements à Puerto Princesa, Palawan et Zamboanga, a couvert le dragage des mines et les débarquements à Tarakan, et a fourni un service de patrouille et d'escorte local aux Philippines jusqu'au 13 mai 1945, date à laquelle il a appareillé pour une révision sur la côte ouest. Après des exercices au large de San Diego et à Hawaï, il est resté à quai à San Diego jusqu'à ce qu'il soit mis en service dans la réserve le 7 août 1946, et hors service dans la réserve le 15 janvier 1947.

### 1949-1969
Remis en service le 3 octobre 1949 en tant que spécialiste de la lutte anti-sous-marine (antisubmarine warfare - ASW) après avoir été converti en destroyer d'escorte (DDE-445), le Fletcher s'embarque pour San Diego le 1er mai 1950 pour une mission au sein de la 7e flotte dans le Pacifique occidental. Au début de la guerre de Corée, il se trouve à Hong Kong avec le porte avions Valley Forge, et le 3 juillet, il arrive au large de la Corée avec le groupe Valley Forge, renforcé par le porte-avions britannique Triumph, pour commencer à lancer des frappes aériennes sur la Corée du Nord. Tout au long de l'été, il a navigué au large de la Corée dans le cadre de cette mission, se ravitaillant au besoin à Buckner Bay, Okinawa ou Sasebo, au Japon. Il a également participé à la bataille d'Inchon du 13 au 17 septembre, et est retourné à Pearl Harbor, son port d'attache, le 11 novembre.
Le 19 novembre 1951, le Fletcher quitte Pearl Harbor pour une nouvelle mission de protection des porte-avions de la 7e flotte dans les opérations coréennes. Il a également effectué des bombardements côtiers à deux reprises, participé à un entraînement anti-sous-marin au large d'Okinawa et patrouillé dans le détroit de Taiwan. De retour à Pearl Harbor le 20 juin 1952, il est de nouveau en mer du 5 septembre au 24 novembre pour l'opération Ivy, puis accomplit une autre mission en Extrême-Orient du 14 mai au 30 novembre 1953.
Chaque année, de 1954 à 1962, le Fletcher se rend en Extrême-Orient pour servir au sein de la 7e Flotte. En 1955, il assure la protection anti-sous-marine lors de l'évacuation des îles Tachen. En 1957 et 1958, il fait son voyage de sortie en passant par les Samoa et l'Australie. L'entraînement intensif à la lutte anti-sous-marine était sa principale occupation pendant les périodes entre les déploiements.
Le Fletcher a été désarmé à San Diego et rayé du registre des navires de la marine (Naval Vessel Register) le 1er août 1969. La garde du navire a été confiée à l'U.S. Naval Ship Maintenance Facility de San Diego.
Fin janvier 1970, il fut envisagé de sauver l'ex-Fletcher et de le livrer à un site du Potomac (zone métropolitaine Washington/Maryland) dans le cadre d'un mémorial de la Smithsonian Institution. Dans ce cas, l'Inactive Fleet Ship Facility de San Diego reçoit l'instruction "de rendre le navire aussi étanche que possible à l'eau et aux intempéries et de limiter les travaux de décapage" - ces derniers ayant déjà eu lieu en partie dans l'intervalle qui a suivi le heurt du navire. En outre, "le découpage... normalement requis pour maintenir un navire pendant une période prolongée n'a pas été effectué. Le navire est donc généralement sale".
Ayant été mis en attente, l'ex-Fletcher est resté dans un statut indéfini. Un peu plus d'un an plus tard, le 4 mars 1971, le Smithsonian's Armed Forces Advisory Board informa la Navy que le musée ne voulait plus ni de l'ex-Fletcher ni de l'ex-Gleaves (DD-423), mais préférait "le don d'un destroyer de classe Fletcher inactivé au cours de la période 1945/6, dont la configuration serait plus conforme au Fletcher d'origine. Quoi qu'il en soit, le musée ne sera pas prêt tant que le parc marin ou les sites d'amarrage ne seront pas achevés. En raison de la pénurie de fonds, cela pourrait signifier dans quelques années".
Moins d'un an après le rejet de l'ex-Fletcher par le Smithsonian, le navire est mis en vente comme ferraille. Vendu le 21 janvier 1972 à la "Tai Kien Industries Co." de Taïwan, le vétéran de trois guerres a été dédicacé par le capitaine du remorqueur Iris. Au lieu d'une commémoration bien méritée, l'ex-Fletcher subit l'ignominie de la torche du ferrailleur.

## Récompenses
Le Fletcher a reçu quinze étoiles de combat pour son service pendant la Seconde Guerre mondiale et cinq pour son service pendant la guerre de Corée, ce qui en fait l'un des navires américains les plus décorés de la Seconde Guerre mondiale.
- Asiatic-Pacific Campaign Medal (Médaille de la campagne Asie-Pacifique) avec quinze étoiles de combat.
- World War II Victory Medal (Médaille de la victoire de la Seconde Guerre mondiale)
- China Service Medal (Médaille du service en Chine)
- National Defense Service Medal (Médaille de service de la défense nationale) avec étoile
- Korean Service Medal (Médaille du service en Corée) avec cinq étoiles de combat (battle star).
- Philippine Presidential Unit Citation (Citation présidentielle d'unité philippine)
- Korean Presidential Unit Citation (Citation présidentielle coréenne à l'unité)
- Philippine Liberation Medal (Médaille de la libération des Philippines) avec deux étoiles
- United Nations Service Medal (Médaille de service des Nations unies)
- Korean War Service Medal (Médaille de service de la guerre de Corée)[1]

## Au cinéma
Le Fletcher apparaît dans la comédie de 1960 Le Rafiot héroïque (titre original: The Wackiest Ship in the Army), avec Jack Lemmon (il apparaît dans le port lorsque l'USS Echo est visité pour la première fois), et également dans le film Touche pas à mon périscope (titre original: Down Periscope), dans des séquences d'archives, comme le navire qui est visé et coulé pour mettre fin aux jeux de guerre du film.

## Source
- (en) Cet article est partiellement ou en totalité issu de l’article de Wikipédia en anglais intitulé « USS Fletcher (DD-445) » (voir la liste des auteurs).